# Perusia inusta
Perusia inusta är en fjärilsart som beskrevs av Felder och Alois Friedrich Rogenhofer 1875. Perusia inusta ingår i släktet Perusia och familjen mätare. Inga underarter finns listade i Catalogue of Life.